# Västergötlands runinskrifter 199
Vg 199 är en vikingatida runsten i Norra Lundby kyrka, Norra Lundby socken och Skara kommun.

## Stenen
Runstenen i rödgrå granit är 1,65 m hög, (total höjd är 2,20 m), 1,28 m bred och intill 0,19 m tjock. I nedre östra delen har inskriften dolts något. Den saknade överdelen lär möjligtvis finnas i en soptipp vid vägen ca 100 m väst om kyrkan (som numera är en P-plats).

## Inskriften
Enligt Västergötlands runinskrifter är det inte möjligt att översätta inskriften, som anses vara en så kallad nonsensinskrift.
Translitterering av runraden:
...-uisk : h---n : s(u)(n)a : liki : kuisk : hialms : kuna : halt... ...-iþ : k--... k-- : urþ : bar : ...
Normalisering till runsvenska:
... ... ... ... ... Hialms(?), kona(?) Halfd[anaʀ](?) ... ... ... ... ... ...
Fredrik Valdeson påpekar att ett starkt likhet finns mellan Vg 199 och sidan §B av DR 131, som låter 
× stin : kuask : hirsi : stonta : loki : saʀ : ual:tuka × ¶ × uarþa : nafni.
 Hans läsning är 
Translitterering av runraden:
...ḳuisḳ : hiṛ-- : sụ-ạ : liki : kuisk : hịalms : ḳụṇạ : ḥalṭ... ...ịþ : k--... ka... ḳụṭ : ụṛþ : bar :
Normalisering till runsvenska:
[Stæinn] kveðsk hær[sa] sȳ[n]a længi. Kveðsk Hialms Gunna Halfd[anaRbrōður/faðurlanga hr]īð geta. Gott orð bar.
Översättning till nusvenska:
Stenen förkunnar att den länge ska synliggöra hövdingen. [Den] förkunnar att den en lång tid ska omtala Hjälms Gunne, Halvdans bror/far. [Han] hade ett gott rykte.